# Euzebia Palomino Yenes
Euzebia Palomino Yenes, właśc. hiszp. Eusebia Palomino Yenes (ur. 15 grudnia 1899 w Cantalpino w Salamance, zm. 10 lutego 1935 w Valverde del Camino) – hiszpańska salezjanka, błogosławiona Kościoła rzymskokatolickiego.
Wspomnienie błogosławionej przypada 9 lutego.

## Życiorys
Urodziła się 15 grudnia 1899 r. w Salamance w ubogiej rodzinie, jako córka Agustina Palomino i Juany Yenes. Jej ojciec był robotnikiem sezonowym w posiadłościach ziemskich. Yenes po latach wspominała, że zimą, kiedy kończyły się zapasy żywności była zmuszona żebrać na ludzi.
Euzebia była zmuszona, aby pomóc finansowo wspomóc rodziców. Pracowała jako pomoc domowa u zamożnej rodziny w Salamance. W niedzielne popołudnia uczęszczała do oratorium prowadzonego przez salezjanki, gdzie podjęła pracę. Niedługo potem – 5 sierpnia 1923 r. – rozpoczęła tam nowicjat w dwa lata później złożyła śluby zakonne. W 1925 r. została skierowana do domu zakonnego w Valverde del Camino, gdzie do jej obowiązków należała m.in. opieka nad dziećmi w oratorium.
Siostra Euzebia na początku lat 30. przewidziała nadchodzącą wojnę domową w Hiszpanii oraz prześladowanie Kościoła. Złożyła wówczas swoje życie w ofierze Bogu, wierząc, że przyczyni się to ratowaniu ojczyzny oraz wolności religijnej w kraju. Wówczas zaczęła podupadać na zdrowiu, a lekarze nie mogli znaleźć przyczyny pogarszającego się jej stanu. Jednym z największych powodów wyniszczającym jej organizm były tzw. wizje krwi, czyli okrucieństw zbliżającej się wojny i prześladowań. Siostra Euzebia wzywała wszystkie współsiostry do modlitwy za Kastylię. Przewidziała także męczeńską śmierć swojej siostrze przełożonej (s. Carmen Moreno Benitez).
Zmarła w nocy z 9 na 10 lutego 1935 r. w opinii świętości.
Została beatyfikowana przez Jana Pawła II w dniu 25 kwietnia 2004 roku.